# Тайра-но Канэмори
Тайра-но Канэмори (яп.  平 兼盛, ? — 991) — японский вака-поэт и аристократ середины периода Хэйан из рода Тайра.

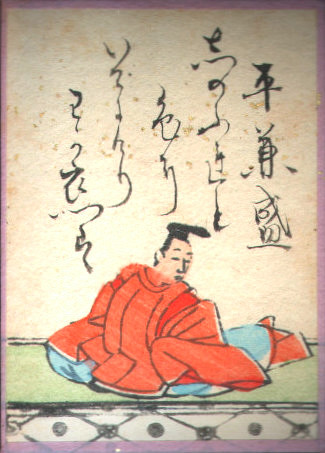
Тайра-но Канэмори из Хякунин иссю.

Один из «Тридцати шести бессмертных поэтов». Одно из его стихотворений включено в антологию «Хякунин иссю» (№ 40), другие его стихи можно найти в современных ему официальных поэтических антологиях, а также в его личной антологии «Канэморисю» (兼盛集). Его дочь Акадзомэ Эмон также была выдающимся вака-поэтом.